# Cophyla berara
Cophyla berara es una especie de anfibio anuro de la familia Microhylidae. Es  endémica de la península de Sahamalaza, en el nordeste de Madagascar. Habita bosques primarios de transición entre el bosque seco y la selva tropical. Es una especie arbórea y se cree que se reproduce en cavidades de árboles.
Se encuentra gravemente amenazada de extinción dado que tiene un área de distribución muy limitada, está especializado en su hábitat y los bosques en los que se encuentra se han reducido mucho a causa de su quema para la apertura de nuevas áreas de cultivo.